# چوکادون

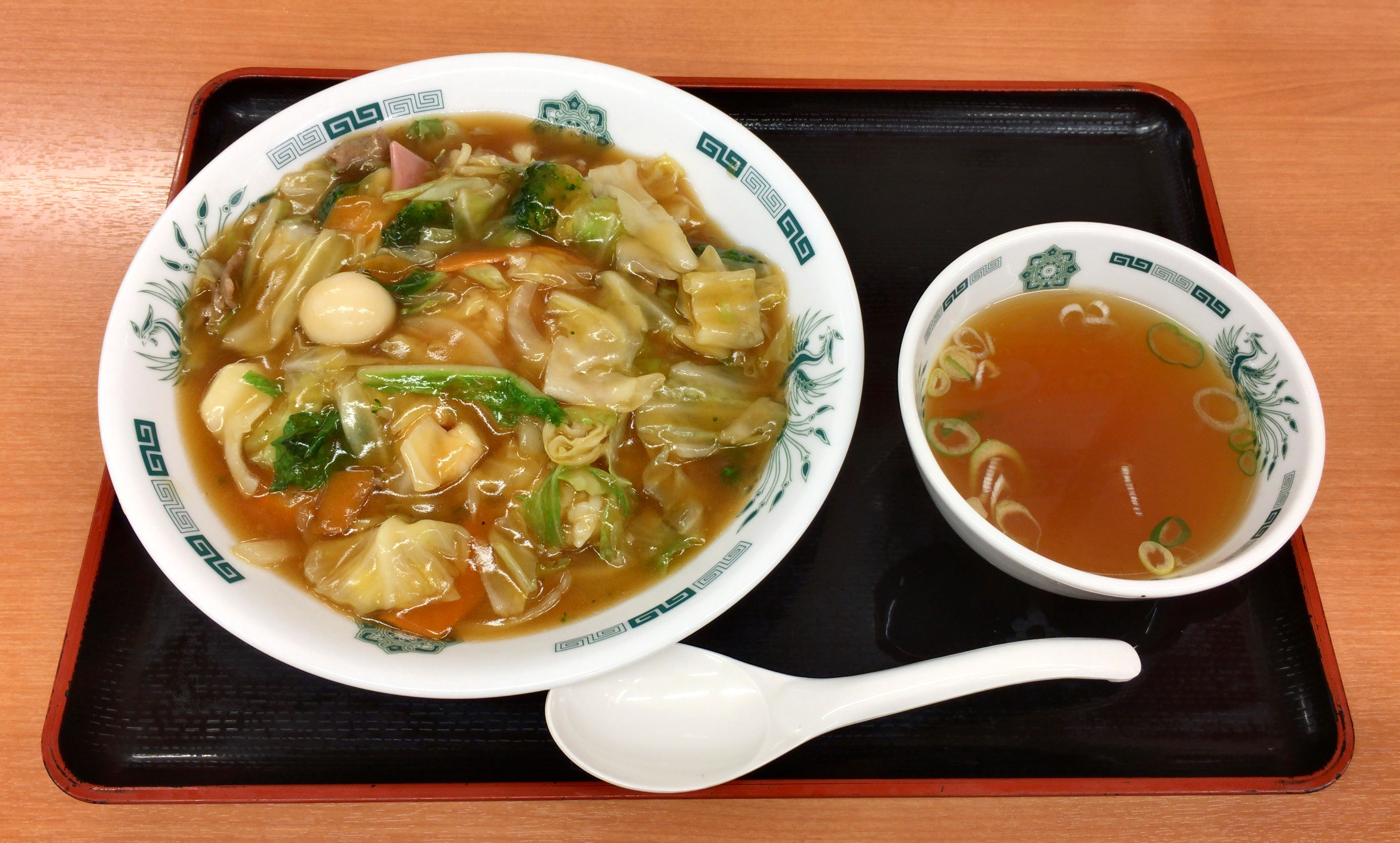
چوکادون

چوکادون (به ژاپنی: 中華丼 ちゅうかどん Chukadon) نام یکی از غذاها در آشپزی ژاپنی و به سبک دون‌بوری است. در این نوع غذا انواع مواد گوشتی و سبزیجات بر روی گوهان (برنج ژاپنی) قرار داده می‌شود. از نظر لفظی به معنای دون بوری چینی است ولی این غذا در اصل در ژاپن در دوره شووا و در یک رستوران چینی ابداع شده‌است.
طرز تهیه آن به اینصورت است که بر روی تابه روغن داغ می‌شود و گوشت خوک و انواع سبزیجات مانند پیاز، هویج، تره فرنگی، و غیره تفت داده می‌شود ممکن است میگو و ماهی مرکب (به ژاپنی ایکا) نیز به آن اضافه شود و همانطور اگر تخم کوچک پرندگان مانند تخم بلدرچین ژاپنی نیز اگر اضافه شود مناسب است و این مواد به همراه سوپ کمی پخته می‌شوند. در آخر مزهٔ آن با افزودن چاشنی تنظیم شده و پودر سیب زمینی حل شده در آب به آن اضافه می‌شود.